# رنده‌کاران
رنده‌کاران یا کف‌ساب‌ها (فرانسوی: Les raboteurs de parquet‎) یک نقاشی رنگ روغن روی کرباس اثر نقاش امپرسیونیست فرانسوی، گوستاو کایبوت است. اندازه این اثر ۱۰۲ در ۱۴۶٫۵ سانتی‌متر است. این اثر که در اصل از سوی خانواده کایبوت به موزه لوکزامبورگ داده شده بود، در ۱۹۲۹ به موزه لوور منتقل شد. در ۱۹۴۷ به گالری ملی ژو دو پوم منتقل شد و در ۱۹۸۶ به موزه اورسی در پاریس منتقل شد که هم‌اکنون در آن‌جا در معرض دید است.